# Belba clavasensilla
Belba clavasensilla är en kvalsterart som beskrevs av Norton och Palacios-Vargas 1982. Belba clavasensilla ingår i släktet Belba och familjen Damaeidae. Inga underarter finns listade.